# Col de la Cumbre
Le col de la Cumbre (en espagnol : Paso de la Cumbre), ou col d'Uspallata (espagnol : Paso de Uspallata), ou col du Christ Rédempteur, ou encore col Bermejo, est un col frontalier entre le Chili et l'Argentine situé à 3 832 m d'altitude. Il est emprunté par les touristes pour admirer le Christ Rédempteur des Andes.

## Route

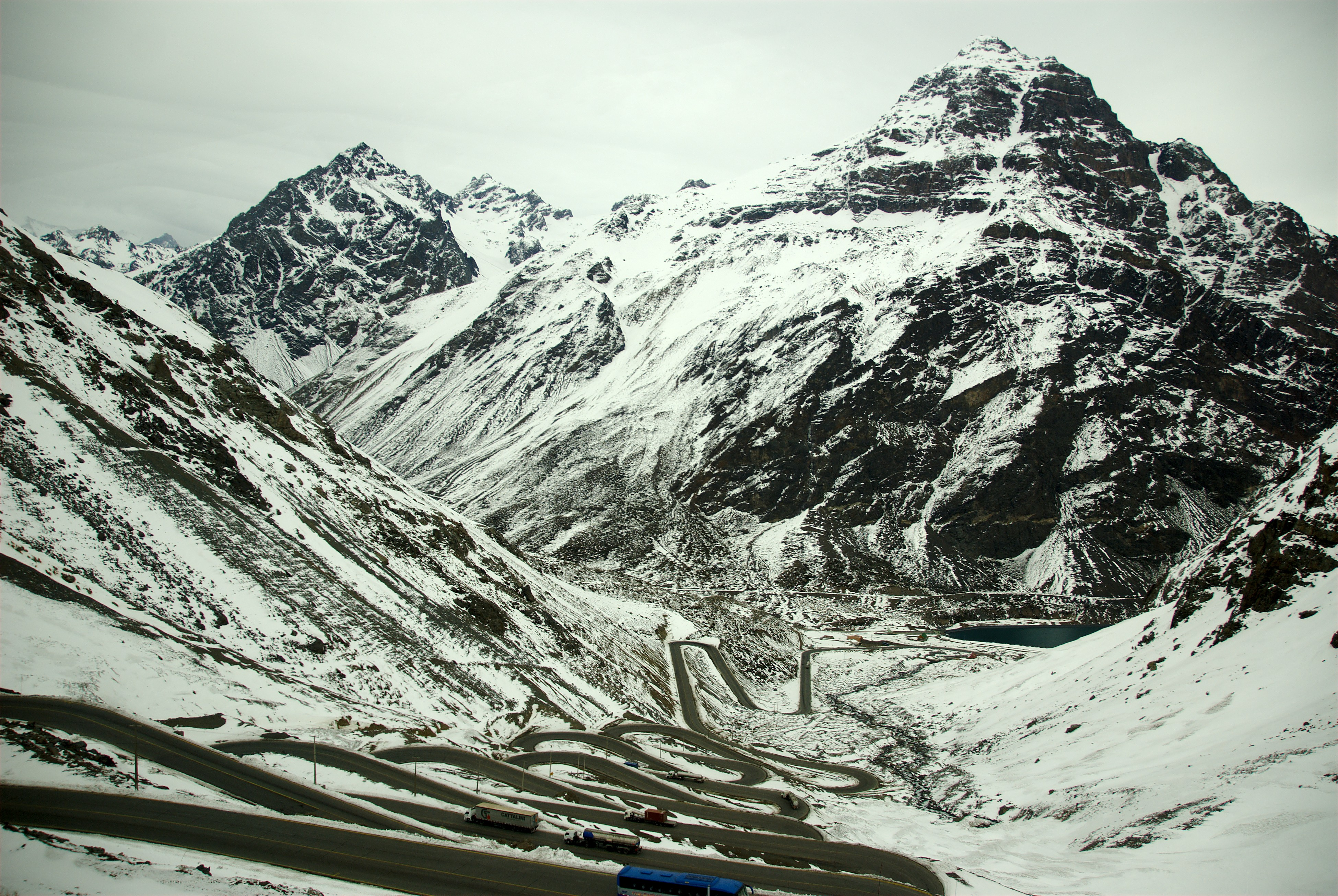
Vue des lacets côté chilien.

Le col permet la circulation entre les villes de Santiago du Chili au Chili et de Mendoza en Argentine. La piste démarre de Parada Caracoles du côté chilien, au tunnel du Christ Rédempteur, et fait 9 kilomètres pour un dénivelé de 1 000 m, ce qui fait une route en terre de déclivité moyenne de 9 %. La route du côté argentin fait environ la même longueur et la même déclivité.

## Trafic
La route de la Cumbre est assez fréquentée par les touristes qui veulent admirer la statue, car la route principale passe par le tunnel du Christ Rédempteur, à Las Cuevas.

## Tourisme
La route est fréquentée pour le Christ Rédempteur des Andes, mais aussi par les cyclistes qui veulent gravir la route de terre aux très nombreux lacets.